# Dicuil
Dicuil (em latim: Dicuilus) foi um monge e geógrafo irlandês, nascido por volta de 750 e falecido depois de 825. Foi membro de um convento algures no Império Carolíngio.
A sua obra mais conhecida é o livro Liber de Mensura Orbis terrae, uma compilação de conhecimentos geográficos da época sobre a Europa, Ásia, África, Egito e Etiópia, contendo algumas informações inéditas, como por exemplo a presença de monges irlandeses na Islândia e nas Ilhas Faroé, antes da chegada dos viquingues, a existência de um canal entre o rio Nilo e o Mar Vermelho, e a dádiva de um elefante vivo ao imperador carolíngio Carlos Magno pelo califa abássida Harune Arraxide de Bagdá.